# Roodrugwapenvlieg
De roodrugwapenvlieg (Clitellaria ephippium) is een vliegensoort uit de familie van de wapenvliegen (Stratiomyidae). De wetenschappelijke naam van de soort is voor het eerst geldig gepubliceerd in 1775 door Fabricius.